# Matrix

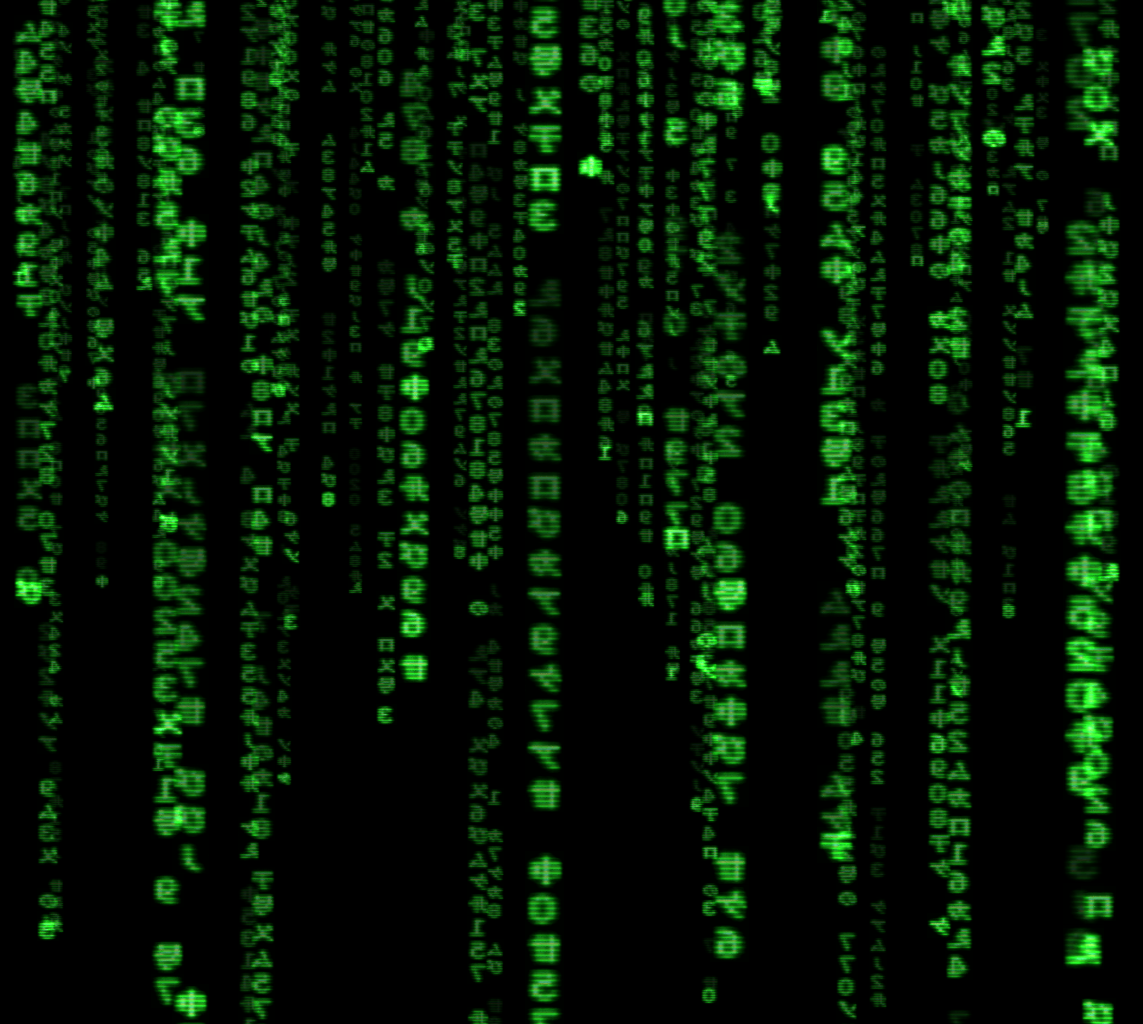
Jednym z charakterystycznych elementów filmu jest reprezentacja kodu Matrixa

Wiadomość na komputerze.

Matrix – australijsko-amerykański film akcji science fiction, pierwszy z serii filmowej o tej samej nazwie, napisany i wyreżyserowany przez rodzeństwo Wachowskich (ówcześnie bracia Wachowscy). Kontynuacjami filmu są obrazy Matrix Reaktywacja (2003) i Matrix Rewolucje (2003) oraz Matrix Zmartwychwstania (2021).

## Fabuła
Thomas A. Anderson (Keanu Reeves) wiedzie podwójne życie: pracuje jako programista w firmie MetaCortex, natomiast prywatnie jest hakerem o pseudonimie „Neo”. Seria niewytłumaczalnych i zaskakujących zjawisk prowadzi go do kontaktu z grupą, na czele której stoi tajemniczy Morfeusz (Laurence Fishburne), uznawany przez władze za przestępcę i terrorystę. Wyjaśnia on Neo, czym jest Matrix, po czym oferuje pokazanie prawdziwego, niezakłamanego świata. Tam Neo na własne oczy przekonuje się, że żyje w postapokaliptycznym świecie. Ludzie wymyślili sztuczną inteligencję (SI), jednakże maszyny wyrwały się spod ich kontroli i zwróciły się przeciwko twórcom. Aby odciąć je od energii słonecznej, ludzie spowili niebo czarnym smogiem. Decyzja ta okazała się fatalna w skutkach – maszyny jako źródło energii wybrały ludzi, więżąc ich w programie zwanym Matriksem, symulującym świat z roku 1999. Istnieje jednak grupa ludzi niepodłączonych. Wśród nich jest między innymi załoga statku Nabuchodonozor, której kapitanem jest Morfeusz.
Morfeusz uwalnia Neo z Matriksa, wierząc, że jest on Wybrańcem, przepowiedzianym przez Wyrocznię wybawicielem i człowiekiem, który zakończy wojnę i przyniesie pokój. Sam Neo jest raczej sceptyczny wobec swoich umiejętności – pod okiem Morfeusza stopniowo uczy się jednak naginać i łamać reguły systemu komputerowego.
Dla maszyn ludzie wyzwoleni, nieprzynoszący energii, a jedynie uwalniający innych, są szkodnikami. Istnieje specjalna grupa programów, zwanych agentami. Na ich czele stoi agent Smith. Są oni strażnikami Matriksa, ścigają i zabijają osoby, których wirtualne ego wysyłane jest za pomocą pirackiego sygnału. Agenci odznaczają się nadnaturalną siłą i szybkością, są zdolni do unikania pocisków i przejmowania ciała dowolnego człowieka żyjącego w Matriksie. Są nieśmiertelni, lecz zasady ich bytu i zachowań zostały ograniczone regułami programu komputerowego. Wybraniec mógłby je jednak złamać i pokonać agentów.
Neo spotyka się z Wyrocznią, która wskazuje mu jego ścieżkę. Będzie on musiał podjąć decyzję – wybór pomiędzy zachowaniem swojego życia a uratowaniem Morfeusza. Wyrocznia sugeruje, że Neo wybrańcem nie jest, przynajmniej jeszcze nie. Wkrótce potem Cypher, jeden z członków załogi Nabuchodonozor, preferujący ignorancję zamiast prawdy, zdradza Morfeusza, którego pojmują agenci. Chcą wydobyć z niego kod dostępu do Syjonu – jedynego miasta ludzi, do którego maszyny nie mają dostępu. Neo dokonuje wyboru przepowiedzianego przez wyrocznię – wyrusza wraz z Trinity na ratunek Morfeuszowi. Udaje się go uwolnić i bezpiecznie doprowadzić do wyjścia z Matriksa. Na przeszkodzie po raz kolejny staje jednak agent Smith – po ucieczce Trinity przestrzeliwuje kabel, pozwalający na bezpieczne przejście do prawdziwego świata. Neo podejmuje walkę z agentem, który ginie w obecnym ciele pod kołami pociągu. Wkrótce pojawia się w nowym wcieleniu, zmuszając Neo do ucieczki.
W tym samym czasie w prawdziwym świecie maszyny przeprowadzają atak na statek Morfeusza. Nie może on odpalić ładunków niszczących układy elektroniczne w sytuacji, gdy Neo jest podłączony do Matriksa. Sytuację komplikuje fakt, że niedoszły Wybraniec zostaje postrzelony i zabity przez agenta. Trinity nie może pogodzić się ze śmiercią ukochanego – jej pocałunek w prawdziwym świecie przywraca go do życia w Matriksie. Zmartwychwstały Neo doznaje olśnienia, staje się wybrańcem. Zatrzymuje lecące w jego stronę kule, a następnie niszczy agenta Smitha. Po powrocie Neo do prawdziwego świata Morfeusz odpala ładunki elektromagnetyczne niszczące maszyny oraz elektroniczne układy Nabuchodonozora.
Wkrótce potem Neo powraca do Matriksa – grozi maszynom, że zrobi wszystko, by otworzyć ludziom oczy i wyzwolić spod panowania robotów.

## Obsada
- Keanu Reeves – Thomas Anderson / Neo
- Laurence Fishburne – Morfeusz
- Carrie-Anne Moss – Trinity
- Hugo Weaving – agent Smith
- Julian Arahanga – Apoc
- Marcus Chong – Tank
- Belinda Mcclory – Switch
- Matt Doran – Mouse
- Gloria Foster – Wyrocznia
- Joe Pantoliano – Cypher
- Anthony Ray Parker – Dozer
- Robert Taylor II – agent Jones
- Paul Goddard – agent Brown

## Produkcja
Matrix został wyprodukowany przez studia Warner Bros. i Village Roadshow Pictures, zdjęcia kręcono na terenie Sydney.

## Ścieżka dźwiękowa
Poniżej przedstawiona jest lista utworów, które znalazły się na oficjalnej ścieżce dźwiękowej filmu:
1. Marilyn Manson – „Rock Is Dead”
2. Propellerheads – „Spybreak! (Short One)”
3. Ministry – „Bad Blood"
4. Rob Dougan – „Clubbed to Death [Kurayamino Mix]”
5. Meat Beat Manifesto – „Prime Audio Soup"
6. Lunatic Calm – „Leave You Far Behind"
7. The Prodigy – „Mindfields"
8. Rob Zombie – „Dragula [Hot Rod Herman Remix]”
9. Deftones – „My Own Summer (Shove It)”
10. Hive – „Ultrasonic Sound"
11. Monster Magnet – „Look to Your Orb for the Warning"
12. Rammstein – „Du Hast"
13. Rage Against the Machine – „Wake Up"

## Inspiracje autorów
Twórcy przyznali, że Matrix czerpał inspiracje z filmu animowanego Ghost in the Shell z 1995 roku. Widoczne są również wpływy dzieł Philipa K. Dicka oraz Williama Gibsona, który użył określenia „matrix” w stosunku do wirtualnej rzeczywistości. Niektórzy dopatrywali się inspiracji w Robot oraz Anioł przemocy i inne opowiadania autorstwa Adama Wiśniewskiego-Snerga, lecz rodzeństwo Wachowskich nie potwierdziło tego.
Treść filmu zawiera ukryte przesłania i aluzje, ukazujące topos życia-snu. Jednocześnie twórcy dzieła czerpią z różnych tradycji duchowych.
Filmowy obraz zawiera wiele odniesień filozoficznych i religijnych, m.in. słynną, platońską przypowieść o jaskini, która jest zawarta w jego dialogu pt. Państwo. Łączy w sobie elementy stylu japońskiej animacji, komiksu oraz elementy cyberpunkowe.

## Odbiór

### Box office
Przy budżecie 63 milionów dolarów Matrix zarobił blisko 464 miliony dolarów z czego ponad 171 milionów dolarów w Stanach Zjednoczonych i Kanadzie.

### Krytyka w mediach
W serwisie Rotten Tomatoes 88% ze 154 recenzji jest pozytywne, a średnia ocen wystawionych na ich postawie wyniosła 7,79/10. Na portalu Metacritic średnia ocen z 35 recenzji wyniosła 73 punkty na 100.

## Nagrody i wyróżnienia

### BAFTA
- 2000: nagroda za najlepszy dźwięk
- 2000: nagroda za najlepsze osiągnięcia w efektach specjalnych
- 2000: nominacja do nagrody za najlepsze zdjęcia
- 2000: nominacja do nagrody za najlepszą scenografię

### Grammy
- 2000: nominacja do nagrody za najlepszą muzykę

### Empire Awards
- 2000: nagroda za najlepszy film
- 2000: nagroda za najlepszy debiut Carrie-Anne Moss

### MTV Movie Awards
- 2000: nagroda za najlepszy film
- 2000: nagroda za najlepszą rolę męską dla Keanu Reevesa
- 2000: nagroda za najlepszą walkę
- 2000: nominacja do nagrody za najlepszą scenę akcji
- 2000: nominacja do nagrody dla najlepszego duetu aktorskiego
- 2000: nominacja do nagrody za najlepszą drugoplanową rolę żeńską dla Carrie-Anne Moss

### Oscar
- 2000: nagroda za najlepszy montaż
- 2000: nagroda za najlepszy dźwięk
- 2000: nagroda za najlepszy montaż dźwięku
- 2000: nagroda za najlepsze efekty specjalne

### Saturn
- 2000: nagroda dla najlepszego reżysera
- 2000: nagroda za najlepszy film science fiction
- 2000: nominacja do nagrody za najlepsze efekty specjalne
- 2000: nominacja do nagrody za najlepszy scenariusz
- 2000: nominacja do nagrody za najlepsze kostiumy
- 2000: nominacja Keanu Reevesa do nagrody dla najlepszego aktora
- 2000: nominacja Carrie-Anne Moss do nagrody dla najlepszej aktorki
- 2000: nominacja Laurence Fishburne’a do nagrody dla najlepszego aktora drugoplanowego

### Złoty Ekran
- 1999: nagroda główna